# Дом Цысаренко (Таганрог)
Дом Цысаренко — объект культурного наследия регионального значения, построенный в начале XIX века по Греческой улице, 55 в городе Таганроге Ростовской области. Дом обладает историческим значением, как место, которое посещал писатель Антон Павлович Чехов.

## История
Первым гражданским городским головой Таганрога был Тихон Цысаренко, избранный в 1786 году. Именно он построил дом по улице Греческой, 55 в 1810 году. Павел Тихонович происходил из купеческой семьи потомственных почётных граждан города. В 1826 году городской строительный комитет выкупил дом у Павла Тихоновича Цысаренко для того, чтобы там разместился архив, сиротский суд и дом градоначальника. Упоминается также потомственный почётный гражданин Таганрога, купец Иван Цысаренко — вероятно сын Тихона Цысаренко. Как член Строительного комитета он принимал активное участие в устройстве дополнительного масляного освящения городских улиц и устройстве дорог перед посещением Таганрога Александром I. В 1831 году он был в составе первой шестигласной думы. Значился в списке купцов II гильдии в 1833 году — он торговал железными товарами. У него было трое сыновей и одна дочь. В исторических документах упоминается внук первого гражданского городского головы Таганрога — Петр Иванович Цысаренко. Он 24 января 1852 года женился на дочери купца Александре Михайловне Симачевой.
Изначально, выкуп дома Цысаренко был необходим из-за того, что в город приехала царская семья. Императрица Елизавета Алексеевна приобрела у города дом, в котором она останавливалась с мужем. А стоимость дома Цысаренко была оценена в 49 тысяч рублей. В нём стали проживать лица, занимающие должность градоначальника. С 1844 по 1854 год в этом доме жил генерал-майор Александр Карлович Ливен.
С 1873 года по 1907 год в этом домовладении находилась Городская Управа и Городской банк. В 1874 году на нижнем этаже дома открылась библиотека Ващиненко. 23 мая 1976 года в одной из комнат управы состоялось открытие общественная городской библиотеки, которую во время обучения в гимназии посещал писатель Антон Павлович Чехов и историк Павел Петрович Филевский. В апреле 1877 года библиотека переехала в дом Дашкевича.
С 1907 по 1909 год в здании находился Общественный банк. 14 сентября 1903 года часть дома была передана частной гимназии мадам Янович, её открытие состоялось 14 сентября 1906 года. Было организовано обучение в 7 основных классах, 2 подготовительных классах. Действовало общежитие. Плата за год обучения составляла 300 рублей. Образование в гимназии Янович получило около 100 девушек, среди них дочь управляющего Азовско-Донским банком Наталья Луцкая, дочь землевладельца Муза Ковалёва, родственница Толстого — Анна Толстая и многие другие.
В 1914—1917 годах здесь размещался хирургический лазарет № 4 на 100 коек. До 23 апреля 1918 работал штаб военно-морского комиссара и комиссара порта. С 1992 года дом охраняется законом как объект культурного наследия. Здание обладает историческим значением, как место, которое посещал Антон Павлович Чехов.

## Описание
Двухэтажный каменный дом на высоком цоколе построен в стиле раннего классицизма. Балкон расположен на скруглённом углу дома. На первом этаже находится окно, на втором дверь с выходом на балкон. Цоколь дома украшают полуокна, а фасад — филёнки, профилированные наличники и сандрики. На первом этаже есть 2 крайних окна арочной формы, 7 окон с замковыми веерными камнями без наличников и 4 окна по стороне переулка с замковыми камнями. Три окна посередине второго этажа — полуциркулярные. Они находились на уровне торжественного зала заседаний. Оконные конструкции на втором этаже ограничены парапетом, который опирается на прямоугольные пилястры. У крайних окон есть треугольный сандрик с кронштейнами. Окна были построены с внутренними ставнями. Венчающий карниз украшают зубчики.
На втором этаже дома было расположено 9 комнат с голландскими печами. Пол был деревянный, обтянутый холстом и крашенный. Стены — оштукатурены и оклеены обоями. На первом этаже дома было 14 комнат с голландскими печами.
В 1889 году для улучшения внешнего вида дома, по проекту архитектора С. Гущина на центральной части здания появился слабо выступающий ризалит, который венчал треугольный фронтон.

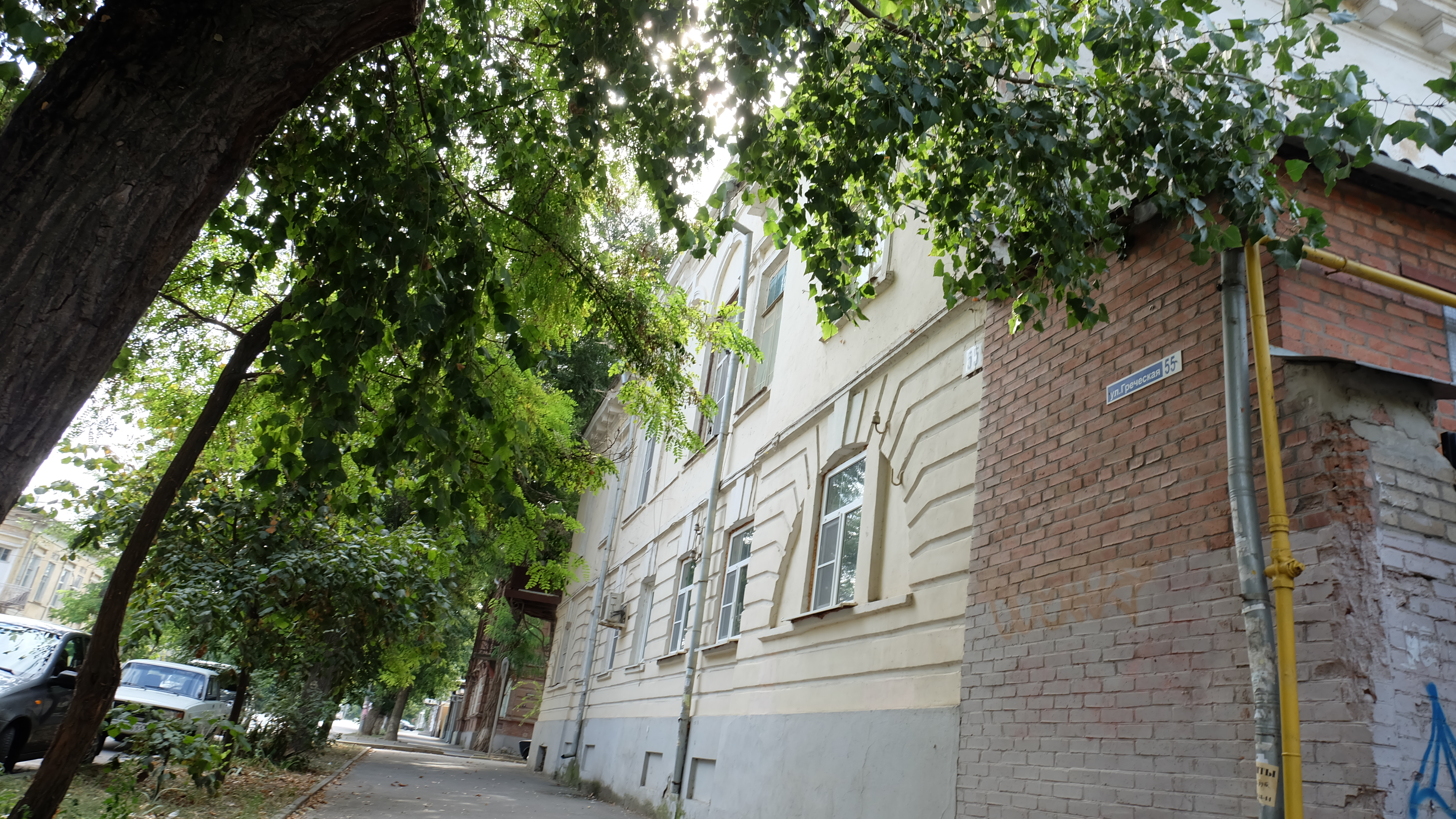